# Laboratorium für Wellenausbreitung und Funkentstörung Kolberg

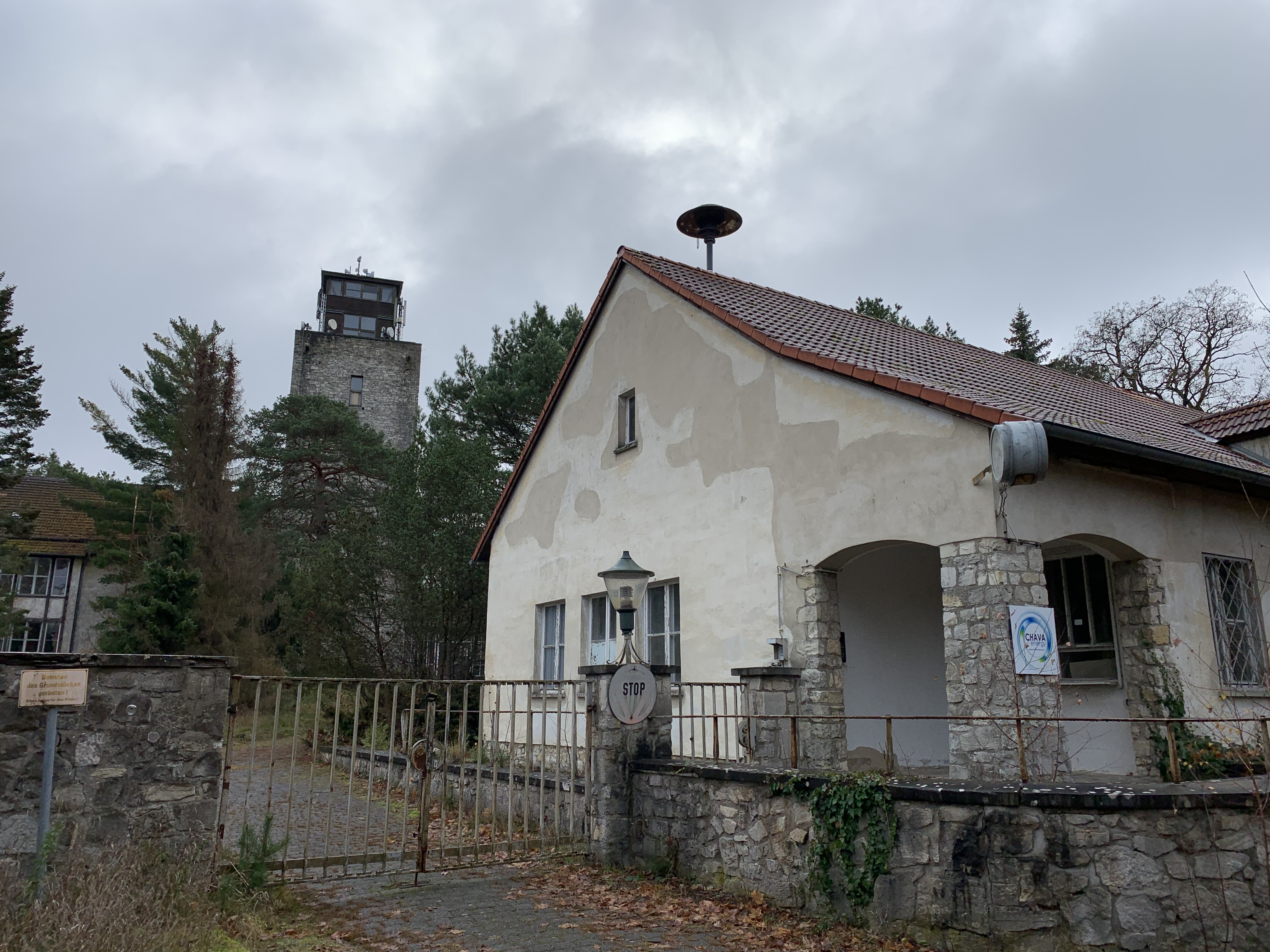
Gebäudekomplex auf dem Kolberg

Das Laboratorium für Wellenausbreitung und Funkentstörung Kolberg war eine 1952 von der Deutschen Post der DDR ins Leben gerufenen Einrichtung zur Untersuchung der Ausbreitung von Funkwellen auf dem Kolberg bei der brandenburgischen Gemeinde Heidesee.

## Geschichte
In der Anfangszeit war eine Hauptaufgabe dieses Instituts die Ausmessung der Versorgungsflächen der Mittelwellensender und Messungen für die Küstenfunkstelle Rügen-Radio, wobei oft modifizierte Empfänger der Wehrmacht verwendet wurden. 1953 wurde auf dem Kolberg für Ausbreitungsmessungen im UKW-Bereich ein 30 Meter hoher Stahlfachwerkturm errichtet. Dieser Turm war ursprünglich beim Sender Königs Wusterhausen im Einsatz.
In der zweiten Hälfte der 1950er Jahre wurden zur Messung von Funkstörungen, die von technischen Geräten ausgehen, eine hölzerne Messhalle, eine geschirmte Messkammer und für besondere Belange auf einem 2 Kilometer entfernten Segelflugplatz ein Messplatz für Freiraummessungen eingerichtet. Zu dieser Zeit wurden auch Messfahrzeuge für die Ausmessung von Sendesignalen entwickelt.
1955 bis 1958 wurde ein Neubau mit einem 28,5 Meter hohen gemauerten Turm mit sechs oberirdischen Etagen errichtet. Im Jahr 1961 wurde die Einrichtung in „Rundfunk- und Fernsehtechnisches Zentralamt (RFZ), Außenstelle Kolberg“ umbenannt. 1963 wurde eine schwenkbare Parabolantenne mit 10,5 Metern Durchmesser installiert. In den 1960er Jahren mussten Mitarbeiter des Laboratoriums für Wellenausbreitung und Funkentstörung Kolberg häufig an bestehenden Richtfunktürmen den optimalen Montageort für Richtfunkantennen messtechnisch ermitteln. Später wurde ein zerlegbarer, 80 Meter hoher Richtfunkturm von der Firma Köttgen aus der BRD importiert, mit dem vor dem Bau von Richtfunktürmen im Vorfeld Messungen durchgeführt wurden.
1966 wurde auf dem Kolberg ein Schulungszentrum für höheres Postpersonal eingerichtet, was zu großen räumlichen Einschränkungen für das Personal führte. 1974 wurde, da der gemauerte Turm nicht mehr genug Platz für die Montage weiterer Antennen bot, ein 65 Meter hoher Stahlfachwerkturm errichtet. In der Folgezeit wurden auch Messungen der Regendämpfung für Funksignale mit Frequenzen von 10 GHz bis 18 GHz durchgeführt.
Nach der Wende wurden alle Messungen bezüglich der Wellenausbreitung eingestellt und die entsprechenden Anlagen abmontiert. Allerdings wurde der Bereich Funkentstörung von der Regulierungsbehörde für Post und Telekommunikation übernommen, die 1992 ein neues Messhaus mit zwei EMV-Absorberhallen mit 21 Metern Länge, 18 Metern Breite und 9 Metern Höhe bzw. 10 Metern Länge, 6 Metern breite und 7 Metern Höhe in Betrieb nahm. In diesem Gebäude können alle Arten von Prüfungen und Messungen bezüglich elektromagnetischer Verträglichkeit durchgeführt werden.